# Siderus giapor
Siderus giapor is een vlinder uit de familie van de Lycaenidae. De wetenschappelijke naam van de soort werd als Thecla giapor in 1902 gepubliceerd door Schaus.

## Synoniemen
- Thecla inornata Lathy, 1936
- Thecla xorema xoremoides Lathy, 1936
- Thecla correntina Hayward, 1967
- Thecla lathyi Johnson, 1991